# 纪登奎
纪登奎（1923年3月17日—1988年7月13日），山西武乡人，中国共产党、中华人民共和国政治人物，原副国级领导人。活跃于“文化大革命”中后期、以及“后毛泽东时代”。1938年4月加入中国共产党，是中共第九届中央政治局候补委员，第十、十一届中央政治局委员；是毛泽东晚年赏识和培养的干部，曾任国务院业务组副组长、国务院副总理、中央政法小组组长、中共中央军委领导成员等职。自中共十一届三中全会后，在政治上受到排挤，被边缘化；于1980年2月召开的中共十一届五中全会上，正式辞去所有职务。1983年后，被任命为国务院农村发展研究中心正部级研究员。1988年7月13日，因突发心脏病，逝世于北京，享年65岁。

## 生平

### 早年经历
纪登奎于1923年3月17日出生在山西省武乡县。抗日战争爆发的那年，15岁的纪登奎开始参加革命，并加入了由中共领导的牺盟会。第二年，他成为中国共产党党员，出任晋东青救总会委员、兼和顺县青救会主席。此后，他长期在华北地方工作；历任鲁西区党委青救会组织部部长，冀鲁豫第二地委抗联分会组织部部长、副主任，冀鲁豫第一地委委员、民运部部长，中共平阴县委副书记，冀鲁豫区党委党校组教科科长，中共晋冀鲁豫中央局组织部科长，豫西区党委工作团书记、兼中共鲁山县委副书记、书记，伏牛山剿匪指挥部党工委副书记等职。

### 政治转折
中华人民共和国成立后，纪登奎出任中共河南省许昌地委副书记、兼宣传部部长。1951年春，毛泽东南下视察工作，途经许昌时，得知当地有这样一个年轻能干的领导干部后，就特别在专列上召见了纪登奎，听他汇报工作。这也成为纪登奎政治生涯的一个重要转折点。当年4月29日，《人民日报》刊登了中共中央中南局宣传部郭小川撰写的《中共许昌地委的宣传工作》；同日，《人民日报》还在头版配发了一片题为“学习许昌地区经验，做好党的宣传工作”的社论；5月，纪登奎出席了全国第一次宣传工作会议；在会上，毛泽东对他赞赏有嘉。不久，纪登奎就被任命为中共许昌地委书记，时年仅28岁。
由于毛对这位比他小三十岁的年轻干部印象深刻，以后每到河南，一定要听纪登奎的汇报。因此，纪登奎的升迁速度也很快。1954年任河南洛阳矿山机器厂（中信重工机械股份有限公司前身）厂长、兼党委书记。在大搞工业建设的背景下，这家工厂是中国“第一个五年计划”时期，前苏联援建的重点工程之一。据称纪登奎的任命，也是因为毛泽东的建议。1958年11月，洛阳矿山机器厂比计划提前一年建成投产。不久，纪登奎就被调任中共洛阳地委第一书记、兼军分区第一政委。1963年3月，升任中共河南省委常委、省委秘书长；两年后，晋升中共河南省委书记处候补书记，又兼任商丘地委第一书记。

### 培养接班
由于深受毛的提携，纪登奎一直都积极支持毛泽东的群众造反“路线”。在“文化大革命”刚开始的时候，纪登奎还被任命为“河南省委文化革命小组”的副组长；但他并不认同“造反派”夺权的行为。后来，在“一月风暴”的背景下，纪登奎也受到了冲击，被关押了起来。
半年后，纪登奎被恢复了工作。1968年，纪登奎出任河南省革命委员会副主任，并实际主持河南省的工作。在1969年年召开的中共九大上，纪登奎被安排以“革命干部代表”的身份在大会上发言。在发言前，毛泽东向大会全体代表介绍称纪登奎是他的“老朋友”。会议结束时，纪登奎当选为中央委员；并在九届一中全会上，当选中央政治局候补委员。1970年，他正式进入中央工作，出任中共中央组织宣传组成员、国务院业务组成员（曾以副组长身份主持了国务院业务组1972年12月审干会议）。
庐山会议后，毛泽东和林彪的分歧日渐加重。出于政治考量，在没有正规军队任职经验的状况下，纪登奎被毛任命为中央军委领导成员、军委办事组成员。这一做法，被毛泽东称为是“掺沙子”；目的，就是为牵制林彪等人。林彪倒台后，毛泽东对纪登奎等人的信任度加重。1973年，纪登奎正式当选中央政治局委员；并在1975年1月，出任国务院副总理。

### 后毛时代
1976年，毛泽东逝世，“四人帮”倒台。在讨论向外通报决定对“四人帮”实施隔离审查的文件时，纪登奎提出“应该在中央文件中指出‘文革’的错误所在”。因为这一点，有人称纪登奎“是中央高层提出对‘文革’怀疑或者否定意见的第一人”。
“文革”结束后，在政治上，纪登奎拥护华国锋。在中共十一大上，他继续当选中央政治局委员。然而，在邓小平掌权后，纪登奎受到指责、并被边缘化；特别是在中共十一届三中全会后。在这次会议上，纪登奎接受了来自各方的批评，决定退出中央，但一直没有公开。1980年2月，在中共十一届五中全会上，纪登奎正式辞去了所担任的所有领导职务。
1983年后，纪登奎被安排到国务院农村发展研究中心工作，并给于正部长级待遇。
1988年7月13日21点06分，因心脏病突发，在北京逝世。

## 轶事

### 一封内参信
1976年7月，毛泽东病情加重。这时，姚文元收到了一封新华社负责人解力夫转来的内参信，是一名新华社河南分社记者写的。信中反映1976年初河南省委组织部一位负责同志在北京养病期间，纪登奎的儿子去医院看望他，说，现在政治局是新派和老派之争。毛主席病得很重，活不了几天了。只要主席一死，老派就要大干。他们已经秘密串连，做了准备，到时候宣布张春桥为叛徒，实行全国军管，接下来就是血雨腥风。无论老派新派谁上台，都要流血。但比较起来还是老派上台好一些。写信的记者还要求姚文元看过这封信后，把信转给毛主席。但这封信被姚文元锁在了自己家的抽屉里，谁也没有交。

### 一句話十三個字
據傳1976年华国锋在抓捕四人幫行動之前，召集李先念、吳德、陳錫聯、紀登奎、陳永貴等人摸底密谈，詢問「怎麼處理那些人？」，不想，纪登奎第一個發言，竟说出「對這些人，恐怕要採取個別對待」13个字模稜兩可的話，从此被排除在參與抓捕行动之外。

## 相关回忆
纪坡民《纪登奎之子回忆纪登奎》2003年7月24日由CND《华夏文摘》编辑